# マテウシュ・ビエニエク
マテウシュ・ビエニエク（ポーランド語: Mateusz Bieniek, 1994年4月5日 - ）は、ポーランドの男子バレーボール選手。

## 来歴
2015年、ポーランド代表として欧州選手権に出場。以降もポーランド代表として各大会に出場し、2016年にリオデジャネイロオリンピックに出場。2018年には世界選手権でポーランド代表の金メダルに貢献した。
2021年、ネーションズリーグでポーランドの準優勝に貢献しベストミドルブロッカーを受賞した。そして、東京オリンピックに出場。
2022年も、ネーションズリーグでポーランドの3位に貢献しベストミドルブロッカーを受賞した。そして、世界選手権でもポーランドの準優勝に貢献し、そちらでもベストミドルブロッカー（ドリームチーム）を受賞した。

## 球歴
- ポーランド代表
  - オリンピック - 2016リオデジャネイロ、2020東京、2024パリ
  - 世界選手権 - 2018年、2022年
  - ネーションズリーグ - 2018年、2019年、2021年、2022年
  - 欧州選手権 - 2015年、2017年、2019年、2021年
  - ワールドカップ - 2015年、2019年
  - ワールドリーグ - 2015年、2016年、2017年
- ポーランドユース代表
  - 欧州ユース選手権 - 2012年

## 所属クラブ
- イフェクトル・キエルツェ（2013-2016年）
- ZAKSAケンジェジン・コジレ (pl) （2016-2019年）
- クチーネ・ルーベ・チヴィタノーヴァ（2019-2020年）
- PGEスクラ・ベウハトゥフ（2020-2023年）
- ヴァルタ・ザビエルチェ (pl) （2023年-）

## 受賞歴
- 2021年 - ネーションズリーグ - ベストミドルブロッカー
- 2022年 - ネーションズリーグ - ベストミドルブロッカー
- 2022年 - 世界選手権 - ベストミドルブロッカー